# Gornja Brckovčina
Gornja Brckovčina (kajkavski: Gornja Brckovščina) je naselje u sastavu Grada Križevaca, u Koprivničko-križevačkoj županiji.

## Etimologija
Svetačko podrijetlo imena, od imena sveti Brcko koji je ujedno i svetac zaštitnik mjesta.

## Stanovništvo
Prema popisu iz 2011. naselje je imalo 160 stanovnika.
| broj stanovnika | 61    | 69    | 76    | 84    | 96    |       |       | 169   | 174   | 153   | 185   | 162   | 186   | 187   | 185   | 160   | 146   |
|                 | 1857. | 1869. | 1880. | 1890. | 1900. | 1910. | 1921. | 1931. | 1948. | 1953. | 1961. | 1971. | 1981. | 1991. | 2001. | 2011. | 2021. |